# باشگاه فوتبال اینتر زاپرشیچ
باشگاه فوتبال اینتر زاپرشیچ (انگلیسی: NK Inter Zaprešić) یک باشگاه فوتبال در شهر زاپرشیچ، کرواسی است. این باشگاه که در سال ۱۹۲۹ تأسیس شده سابقه یک نایب قهرمانی در لیگ فوتبال کرواسی را دارد.